# Renault R30
O R30 foi o da Renault na temporada de 2010 de Fórmula 1. Condutores: Robert Kubica e Vitaly Petrov. 
As suas cores principais são o amarelo e o preto, em tons e disposição que fazem lembrar a decoração dos antigos modelos utilizados pela equipe na primeira passagem pela Fórmula 1, entre 1977 a 1985.

## Lançamento
Em 31 de janeiro, a Renault apresentou o R30 para a temporada de 2010 no circuito de Valência, em Valência, Espanha e confirmou o russo Vitaly Pertov como companheiro de Robert Kubica. Aos 25 anos, Petrov será o primeiro piloto russo na Fórmula 1 alinhando no grid do GP do Barém. No dia 1º de fevereiro de 2010, ocorreram os primeiros testes do novo modelo, com Kubica ao volante.

## Pirelli
Em 2012 a empresa Pirelli anunciou que o modelo seria utilizado para a realização de testes dos compostos dos pneus a serem lançados na temporada seguinte. Para isso, o modelo deve ser adaptado ao regulamento aerodinâmico e técnico da temporada 2012.

## Resultados[4]
(legenda) (em itálico indica volta mais rápida)
| Ano  | Chassi | Motor                | Pneus | N° | Pilotos       | 1   | 2   | 3   | 4   | 5   | 6   | 7   | 8   | 9   | 10  | 11  | 12  | 13  | 14  | 15  | 16  | 17  | 18  | 19  | Pontos | Posição |  |
| ---- | ------ | -------------------- | ----- | -- | ------------- | --- | --- | --- | --- | --- | --- | --- | --- | --- | --- | --- | --- | --- | --- | --- | --- | --- | --- | --- | ------ | ------- |  |
|      |        |                      |       |    |               |     |     |     |     |     |     |     |     |     |     |     |     |     |     |     |     |     |     |     |        |         |  |
|      |        |                      |       |    |               | BAR | AUS | MAL | CHN | ESP | MON | TUR | CAN | EUR | GBR | ALE | HUN | BEL | ITA | SIN | JAP | COR | BRA | ABU |        |         |  |
| 2010 | R30    | Renault RS27-2010 V8 | B     | 11 | Robert Kubica | 11  | 2   | 4   | 5   | 8   | 3   | 6   | 7   | 5   | Ret | 7   | Ret | 3   | 8   | 7   | Ret | 5   | 9   | 5   | 163    | 5º      |  |
| 2010 | R30    | Renault RS27-2010 V8 | B     | 12 | Vitaly Petrov | Ret | Ret | Ret | 7   | 11  | 13† | 15  | 17  | 14  | 13  | 10  | 5   | 9   | 13  | 11  | Ret | Ret | 16  | 6   | 163    | 5º      |  |

† Completou mais de 90% da distância da corrida.